# Δ15N
δ15N bzw. Delta-N-15 ist in der Geochemie, Paläoklimatologie und Paläozeanographie ein Maß für das Verhältnis der stabilen Stickstoff-Isotope 15N zu 14N in einer Analysenprobe. Er ist definiert als:
{\displaystyle \delta ^{15}N={\Biggl (}{\frac {{\bigl (}{\frac {^{15}N}{^{14}N}}{\bigr )}_{Probe}}{{\bigl (}{\frac {^{15}N}{^{14}N}}{\bigr )}_{Standard}}}-1{\Biggr )}\cdot 1000\ ^{o}\!/\!_{oo}}
Bei dieser Isotopenuntersuchung wird der 15N-Gehalt der Probe mit dem 15N-Gehalt eines Standards verglichen, es wird also das Isotopenverhältnis bestimmt. Auf diese Weise können verschiedene Aspekte des Stickstoffkreislaufs untersucht werden. Es sind dies: Die Mischungsrate einer eingebrachten stickstoffhaltigen Substanz mit abweichendem 15N-Gehalt und die Rate, mit der Stickstoff vom Ökosystem aufgenommen bzw. umgesetzt wird. Damit können auch An- bzw. Abreicherungsvorgänge quantifizierbar gemacht werden.
Stickstoff ist Bestandteil für den Pflanzenstoffwechsel wichtiger Nährstoffe, die in Form von Stickstoffdünger auch industriell hergestellt werden, um den Ertrag von Nutzpflanzen zu erhöhen. Seit Entwicklung des Haber-Bosch-Verfahrens nimmt dabei die Menge an Stickstoff, die anthropogen gebunden wurde, konstant zu. Stickstoff wird in Form von Aminosäuren von Pflanzen und Tieren zum Aufbau von Proteinen verwendet. Er gelangt über die Nahrungskette in den Körper von Pflanzenfressern. Somit kann über die Untersuchung von δ15N auch der Stickstoffaustausch zwischen Pflanzen und Tieren untersucht werden.
Eine in der Bergregion des Kilimandscharo durchgeführte Studie ergab beispielsweise eine durch Klimawandel und intensive Nutzung als Weideland signifikant veränderte δ15N-Signatur. Während diese dort normalerweise bei 3,5 ‰ liegt, waren in stark betroffenen Regionen Werte von 6,5 ‰ anzutreffen.